# Campionati del mondo di atletica leggera indoor 2012
La XIV edizione dei campionati del mondo di atletica leggera indoor si è svolta a Istanbul dal 9 all'11 marzo 2012.

## Assegnazione
Il 25 marzo 2007 la IAAF ha annunciato, ad un consiglio tenutosi a Mombasa in Kenya, di aver ricevuto offerte dalla Turchia e dal Qatar per l'organizzazione dei campionati. Il 25 novembre 2007 ad un meeting svoltosi a Monaco la IAAF ha annunciato che Istanbul ospiterà i campionati.

## Criteri di partecipazione
Le tabelle che seguono riportano i tempi e le misure minimi che gli atleti dovevano aver stabilito (tra il 1º gennaio 2011 e il 27 febbraio 2012) per poter partecipare ai mondiali indoor di Istanbul.

### Uomini
| Gara                  | Prestazione indoor             | Prestazione outdoor              |
| --------------------- | ------------------------------ | -------------------------------- |
| 60 metri              | 6"67                           | 10"20 (100 m)                    |
| 400 metri             | 46"90                          | 45"20                            |
| 800 metri             | 1'48"00                        | 1'45"00                          |
| 1.500 metri           | 3'42"00 (o 3'59"00 nel miglio) | 3'34"24 (o 3'52"00 nel miglio)   |
| 3.000 metri           | 7'54"00                        | 7'44"00 (o 13'19"00 nei 5.000 m) |
| 60 metri hs           | 7"74                           | 13"55 (110 m hs)                 |
| Staffetta 4×400 metri | nessun minimo                  | nessun minimo                    |
| Salto in alto         | 2,29 m                         | -                                |
| Salto con l'asta      | 5,72 m                         | -                                |
| Salto in lungo        | 8,15 m                         | -                                |
| Salto triplo          | 17,00 m                        | -                                |
| Getto del peso        | 20,00 m                        | -                                |

### Donne
| Gara                  | Prestazione indoor             | Prestazione outdoor              |
| --------------------- | ------------------------------ | -------------------------------- |
| 60 metri              | 7"35                           | 11"25 (100 m)                    |
| 400 metri             | 53"25                          | 51"25                            |
| 800 metri             | 2'03"50                        | 1'59"50                          |
| 1.500 metri           | 4'14"00 (o 4'31"00 nel miglio) | 4'03"50 (o 4'22"00 nel miglio)   |
| 3.000 metri           | 9'02"00                        | 8'38"00 (o 15'00"00 nei 5.000 m) |
| 60 metri hs           | 8"18                           | 12"95 (100 m hs)                 |
| Staffetta 4×400 metri | nessun minimo                  | nessun minimo                    |
| Salto in alto         | 1,93 m                         | -                                |
| Salto con l'asta      | 4,52 m                         | -                                |
| Salto in lungo        | 6,65 m                         | -                                |
| Salto triplo          | 14,10 m                        | -                                |
| Getto del peso        | 17,50 m                        | -                                |

### Regole di partecipazione

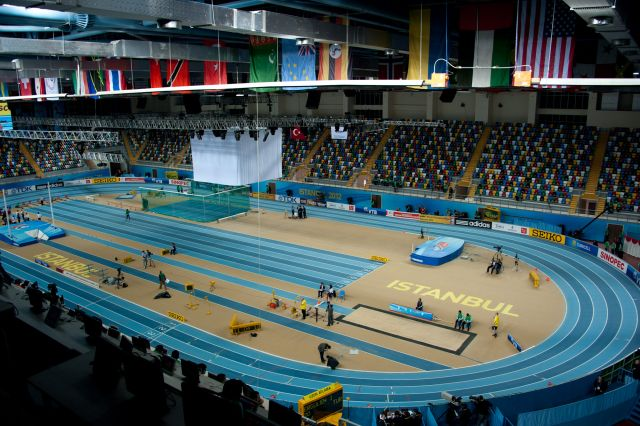
Una visione d'insieme della Ataköy Athletics Arena di Istanbul, sede dei campionati.

- Ogni Paese può presentare fino a tre atleti per ogni specialità che risultano avere il minimo di partecipazione. Di questi, solo due possono prender parte alla gara (con l'eccezione dell'eptathlon, del pentathlon e delle staffette);
- Per quanto riguarda le prove multiple, la IAAF invita a partecipare 8 atleti uomini e otto donne secondo questi criteri:
  - i tre migliori atleti provenienti dalle classifiche outdoor 2011 (al 31 dicembre), con un massimo di un atleta per Paese;
  - i tre migliori atleti provenienti dalle classifiche indoor 2012 (al 20 febbraio 2012);
  - due atleti scelti a discrezione della IAAF;

In totale, non possono partecipare più di due atleti uomini e due atleti donne per ciascun Paese;
- Per la staffetta, ogni atleta può inserire fino a sei atleti per ogni squadra;
- I Paesi che non hanno atleti uomini o donne non qualificatisi, possono presentare un solo atleta uomo e/o un'atleta donna;
- L'accettazione delle iscrizioni degli atleti non qualificatisi è a discrezione dei delegati tecnici;
- Gli atleti con un'età compresa tra i 16 e i 17 anni (al 31 dicembre 2012, ovvero nati nel 1995 o 1996) non possono partecipare al getto del peso maschile;
- Non possono prendere parte a nessuna gara in programma atleti minori di 16 anni (al 31 dicembre 2012).

## Medagliati

### Uomini
| Specialità | Oro | Prestazione | Argento                                                                                  | Prestazione | Bronzo                                                                     | Prestazione |
| Corse piane | |             |                                                                                          |             |                                                                            |             |
| 60 m (dettagli) | Justin Gatlin | 6"46        | Nesta Carter                                                                             | 6"54        | Dwain Chambers                                                             | 6"60        |
| 400 m (dettagli) | Nery Brenes | 45"11       | Demetrius Pinder                                                                         | 45"34       | Chris Brown                                                                | 45"90       |
| 800 m (dettagli) | Mohammed Aman | 1'48"36     | Jakub Holuša                                                                             | 1'48"62     | Andrew Osagie                                                              | 1'48"92     |
| 1.500 m (dettagli) | Abdalaati Iguider                                                                                                | 3'45"21     | Ilham Tanui Özbilen                                                                      | 3'45"35     | Mekonnen Gebremedhin                                                       | 3'45"90     |
| 3.000 m (dettagli) | Bernard Lagat | 7'41"44     | Augustine Choge                                                                          | 7'41"77     | Edwin Soi                                                                  | 7'41"78     |
| Corse a ostacoli | |             |                                                                                          |             |                                                                            |             |
| 60 m hs (dettagli) | Aries Merritt | 7"44        | Liu Xiang                                                                                | 7"49        | Pascal Martinot-Lagarde                                                    | 7"53        |
| Salti | |             |                                                                                          |             |                                                                            |             |
| Salto in alto (dettagli) | Dimítrios Chondrokoúkis                                                                                          | 2,33 m      | Andrej Sil'nov                                                                           | 2,33 m      | Ivan Uchov                                                                 | 2,31 m      |
| Salto con l'asta (dettagli) | Renaud Lavillenie                                                                                                | 5,95 m      | Björn Otto                                                                               | 5,80 m      | Brad Walker                                                                | 5,80 m      |
| Salto in lungo (dettagli) | Mauro Vinícius da Silva                                                                                          | 8,23 m      | Henry Frayne                                                                             | 8,23 m      | Aleksandr Men'kov                                                          | 8,22 m      |
| Salto triplo (dettagli) | Will Claye | 17,70 m     | Christian Taylor                                                                         | 17,63 m     | Ljukman Adams                                                              | 17,36 m     |
| Lanci | |             |                                                                                          |             |                                                                            |             |
| Getto del peso (dettagli) | Ryan Whiting | 22,00 m     | David Storl                                                                              | 21,88 m     | Tomasz Majewski                                                            | 21,72 m     |
| Prove multiple | |             |                                                                                          |             |                                                                            |             |
| Eptathlon (dettagli) | Ashton Eaton | 6 645 p.    | Oleksij Kas'janov                                                                        | 6 071 p.    | Artëm Lukjanenko                                                           | 5 969 p.    |
| Staffette | |             |                                                                                          |             |                                                                            |             |
| Staffetta 4×400 m (dettagli) | Stati Uniti Frankie Wright Calvin Smith Jr. Manteo Mitchell Gil Roberts Jamaal Torrance Quentin Iglehart-Summers | 3'03"94     | Gran Bretagna Conrad Williams Nigel Levine Michael Bingham Richard Buck Luke Lennon-Ford | 3'04"72     | Trinidad e Tobago Lalonde Gordon Renny Quow Jereem Richards Jarrin Solomon | 3'06"85     |
| record mondiale; record mondiale stagionale; record africano; record asiatico; record europeo; record nord-centroamericano e caraibico; record sudamericano; record oceaniano; record dei campionati; record nazionale; record personale; record personale stagionale. | |             |                                                                                          |             |                                                                            |             |

### Donne
| Specialità | Oro                                                                            | Prestazione | Argento                                                                    | Prestazione          | Bronzo                                                                         | Prestazione |
| Corse piane |                                                                                |             |                                                                            |                      |                                                                                |             |
| 60 m (dettagli) | Veronica Campbell-Brown                                                        | 7"01        | Murielle Ahouré                                                            | 7"04                 | Tianna Madison                                                                 | 7"09        |
| 400 m (dettagli) | Sanya Richards-Ross                                                            | 50"79       | Aleksandra Fedoriva                                                        | 51"72                | Natasha Hastings                                                               | 51"82       |
| 800 m (dettagli) | Pamela Jelimo                                                                  | 1'58"83     | Natalija Lupu                                                              | 1'59"67              | Erica Moore                                                                    | 1'59"97     |
| 1.500 m (dettagli) | Genzebe Dibaba                                                                 | 4'05"78     | Mariem Alaoui Selsouli                                                     | 4'07"78              | Hind Déhiba                                                                    | 4'10"30     |
| 3.000 m (dettagli) | Hellen Onsando Obiri                                                           | 8'37"16     | Meseret Defar                                                              | 8'32"26              | Gelete Burka                                                                   | 8'40"18     |
| Corse a ostacoli |                                                                                |             |                                                                            |                      |                                                                                |             |
| 60 m hs (dettagli) | Sally Pearson                                                                  | 7"73        | Tiffany Porter                                                             | 7"94                 | Alina Talaj                                                                    | 7"97        |
| Salti |                                                                                |             |                                                                            |                      |                                                                                |             |
| Salto in alto (dettagli) | Chaunté Lowe                                                                   | 1,98 m      | Anna Čičerova Antonietta Di Martino Ebba Jungmark                          | 1,95 m 1,95 m 1,95 m | -                                                                              | -           |
| Salto con l'asta (dettagli) | Elena Isinbaeva                                                                | 4,80 m      | Vanessa Boslak                                                             | 4,70 m               | Holly Bleasdale                                                                | 4,70 m      |
| Salto in lungo (dettagli) | Brittney Reese                                                                 | 7,23 m      | Janay DeLoach                                                              | 6,98 m               | Shara Proctor                                                                  | 6,89 m      |
| Salto triplo (dettagli) | Yamilé Aldama                                                                  | 14,82 m     | Olga Rypakova                                                              | 14,63 m              | Mabel Gay                                                                      | 14,29 m     |
| Lanci |                                                                                |             |                                                                            |                      |                                                                                |             |
| Getto del peso (dettagli) | Valerie Adams                                                                  | 20,54 m     | Nadzeja Astapčuk                                                           | 20,42 m              | Michelle Carter                                                                | 19,58 m     |
| Prove multiple |                                                                                |             |                                                                            |                      |                                                                                |             |
| Pentathlon (dettagli) | Natalija Dobryns'ka                                                            | 5 013 p.    | Jessica Ennis                                                              | 4 965 p.             | Austra Skujytė                                                                 | 4 802 p.    |
| Staffette |                                                                                |             |                                                                            |                      |                                                                                |             |
| Staffetta 4×400 m (dettagli) | Gran Bretagna Shana Cox Nicola Sanders Christine Ohuruogu Perri Shakes-Drayton | 3'28"76     | Stati Uniti Leslie Cole Natasha Hastings Jernail Hayes Sanya Richards-Ross | 3'28"79              | Russia Julija Guščina Ksenija Ustalova Marina Karnauščenko Aleksandra Fedoriva | 3'29"55     |
| record mondiale; record mondiale stagionale; record africano; record asiatico; record europeo; record nord-centroamericano e caraibico; record sudamericano; record oceaniano; record dei campionati; record nazionale; record personale; record personale stagionale. |                                                                                |             |                                                                            |                      |                                                                                |             |

## Medagliere
| Posizione | Paese             | Oro | Argento | Bronzo | Totale |
| --------- | ----------------- | --- | ------- | ------ | ------ |
| 1         | Stati Uniti       | 10  | 3       | 5      | 18     |
| 2         | Gran Bretagna     | 2   | 3       | 4      | 9      |
| 3         | Etiopia           | 2   | 1       | 2      | 5      |
| 4         | Kenya             | 2   | 1       | 1      | 4      |
| 5         | Russia            | 1   | 3       | 5      | 9      |
| 6         | Ucraina           | 1   | 2       | 0      | 3      |
| 7         | Francia           | 1   | 1       | 2      | 4      |
| 8         | Australia         | 1   | 1       | 0      | 2      |
| 8         | Giamaica          | 1   | 1       | 0      | 2      |
| 8         | Marocco           | 1   | 1       | 0      | 2      |
| 11        | Brasile           | 1   | 0       | 0      | 1      |
| 11        | Costa Rica        | 1   | 0       | 0      | 1      |
| 11        | Grecia            | 1   | 0       | 0      | 1      |
| 11        | Nuova Zelanda     | 1   | 0       | 0      | 1      |
| 15        | Germania          | 0   | 2       | 0      | 2      |
| 16        | Bahamas           | 0   | 1       | 1      | 2      |
| 16        | Bielorussia       | 0   | 1       | 1      | 2      |
| 19        | Cina              | 0   | 1       | 0      | 1      |
| 19        | Costa d'Avorio    | 0   | 1       | 0      | 1      |
| 19        | Italia            | 0   | 1       | 0      | 1      |
| 19        | Kazakistan        | 0   | 1       | 0      | 1      |
| 19        | Rep. Ceca         | 0   | 1       | 0      | 1      |
| 19        | Turchia           | 0   | 1       | 0      | 1      |
| 19        | Svezia            | 0   | 1       | 0      | 1      |
| 25        | Cuba              | 0   | 0       | 1      | 1      |
| 25        | Lituania          | 0   | 0       | 1      | 1      |
| 25        | Polonia           | 0   | 0       | 1      | 1      |
| 25        | Trinidad e Tobago | 0   | 0       | 1      | 1      |
| Totale    | Totale            | 26  | 28      | 25     | 79     |